# Antirasistdemonstrationerna i Kärrtorp 2013
Antirasistdemonstrationerna i Kärrtorp 2013 anordnades 15 och 22 december. Demonstrationerna anordnades som en reaktion mot rasistisk aktivitet i stadsdelen Kärrtorp i Söderort, Stockholms kommun. Arrangör var gruppen Linje 17 mot rasism, sedermera en del av nätverket Linje 17, som är namngivet efter den del av tunnelbanans gröna linje som passerar Kärrtorp. Demonstrationen 15 december med några hundra deltagare blev våldsamt attackerad av beväpnade nazister. Demonstrationen 22 december anordnades som en reaktion mot detta och fick ca 16 000 deltagare. Demonstrationen har uppskattats vara Sveriges största antirasistiska demonstration någonsin.

## Första demonstrationen och attacken
Bakgrunden till demonstrationen var att under en tid innan hade människor i Kärrtorp upplevt ökad nazistisk aktivitet. Personer i Kärrtorp hade blivit misshandlade eller jagade av förmodade nazister, nazistiska symboler hade målats på många ställen, bland annat på Kärrtorps gymnasium, och nazistgruppen Svenska motståndsrörelsen hade setts öva på Kärrtorps idrottsplats. 15 december 2013 anordnade den nystartade gruppen Linje 17 mot rasism en demonstration mot detta i Kärrtorp centrum. Bland de 500-700 deltagarna fanns både barn och gamla. Sex poliser var på plats. Anledningen till att poliserna inte var fler var att information om den hotbild som var känd inte hade gått fram till rätt person. En grupp på 30-40 män från Svenska motståndsrörelsen, beväpnade med knogjärn och stavar, attackerade mötet och slängde in flaskor, brinnande föremål och bengaliska smällare. Medlemmar från AFA och RF som var med i demonstrationen gick till motangrepp. Folksamlingen gick sedan mot nazisterna och sköt dem framför sig tills man var inne i skogen. Flera skadades och 28 personer omhändertogs av polisen, och tre häktades efter några dagar. En antifascist knivskar en av motdemonstranterna och häktades den 22 december för dråpförsök.

## Andra demonstrationen samt övriga reaktioner

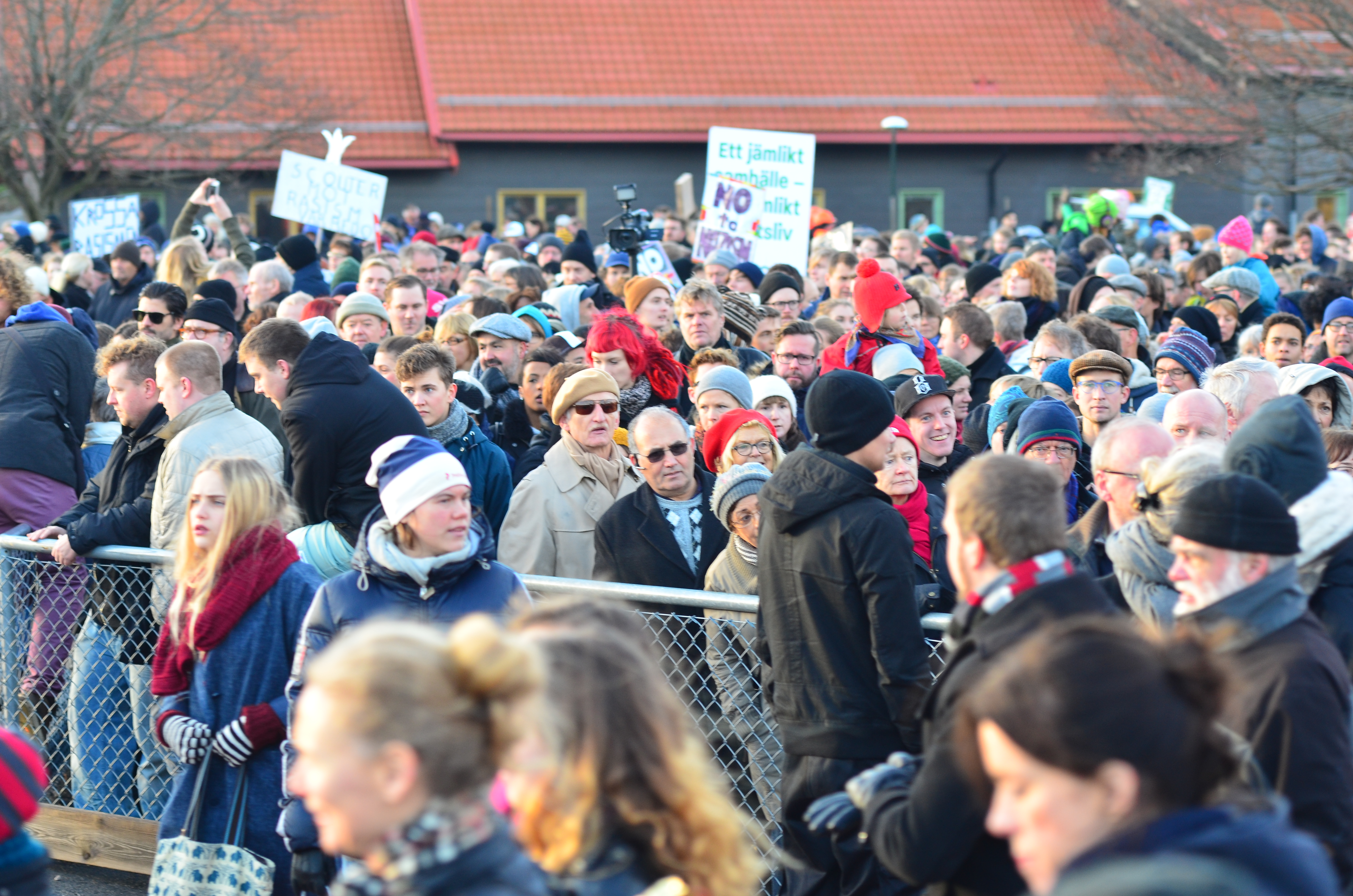
Tusentals demonstranter samlades.

Som svar på detta kallade Linje 17 till en ny manifestation den 22 december. På grund av stor förväntad tillströmning flyttades den till Kärrtorps IP. Man marscherade från Kärrtorps centrum. 16 000 människor deltog. En stor rad artister framträdde, både lokala och kända förmågor. Bland annat talade och/eller uppträdde Bianca Kronlöf, Nathan Hamelberg, Adam Tensta, Lena Ezelius, teaterkören från Kärrtorp, Megafonen, Jenny Wilson, Ken Ring och Hoffmaestro. Representanter från alla riksdagspartier utom Sverigedemokraterna fanns i publiken. Ett hundratal poliser var engagerade. SVT livesände demonstrationen på webben. Manifestationen fick viss kritik efter att Silvana Imam från scen uppmanat de närvarande att "slipa kniven och skicka grisen till slakten"
Händelserna i Kärrtorp fick många i Sverige att reagera. Manifestationer anordnades på ett 25-tal orter. Även utomlands uppmärksammades händelserna. I Helsingfors genomfördes en manifestation samtidigt som i Kärrtorp.

### Reaktioner och dokumentation
Nätverket Linje 17 startade en kampanj vid namn "Kärrtorp vittnar", där personer som deltog på demonstrationen 15 december vittnar om sina upplevelser av demonstrationen och attacken.
En dokumentärserie i fyra delar vid namn Kärrtorp - efter smällen gjordes som en samproduktion mellan Sveriges Television och Stockholms dramatiska högskola. Dokumentärserien släpptes hösten 2014.
Ordet "kärrtorpa" var med i nyordlistan 2014, i betydelsen "göra motstånd mot spridningen av nazistisk propaganda och nazistiskt våld". Nyordlistan utges varje år av Språkrådet och Språktidningen, och innehåller nya ord och uttryck i svenska språket.

## Rättsliga efterföljder

### Åtalade nazister
Rättegångarna mot nazister i samband med upploppet i Kärrtorp delades upp på tre tillfällen och totalt dömdes 23 nazister med anledning av attacken. Samtliga dömda är män och är mellan 17 och 31 år gamla.
24 mars 2014 dömdes sju av nazisterna för våldsamt upplopp. Tre av dem blev dömda till fängelse. De övriga fyra var tonåringar och blev dömda till ungdomstjänst samt ungdomsvård. De som blev dömda till fängelse har alla ledande positioner inom den militanta nazistgruppen Svenska Motståndsrörelsen (SMR), och fanns redan i belastningsregistret för tidigare brottslighet. Emil Hagberg, 29 år, Stockholmschef för SMR, dömdes till åtta månaders fängelse. Joakim Blixt Eriksson, 24 år, vice nästeschef för SMR i Stockholm, dömdes till 6 månaders fängelse. Peter Jusztin, 24 år, gruppchef inom SMR, dömdes också till 6 månaders fängelse.
I februari 2015 dömdes ytterligare sju nazister för våldsamt upplopp. De dömdes till fängelse mellan fyra och åtta månader och några av dem dömdes även för våld mot tjänsteman, hets mot folkgrupp och brott mot lagen om förbud för knivar och andra farliga föremål. Samtliga dömda nekade till brott förutom en man som även dömdes för ringa dopingsbrott vilket han erkände skett två dagar efter attacken i Kärrtorp. Fyra av männen förekom sedan tidigare i belastningsregistret och en av dem har tidigare dömts för dråp.
I mars 2015 dömdes ytterligare nio nazister i Svenska Motståndsrörelsen. De dömdes alla för våldsamt upplopp till fängelse i mellan åtta och tre månader. Flera av dem dömdes även för andra brott till exempel hets mot folkgrupp efter att ha gjort en Hitlerhälsning, skadegörelse, brott mot knivlagen, ringa vapenbrott och stöld.

### Åtalade antirasister
Två antirasister ställdes inför domstol - en blev dömd och en blev friad. Den första antirasisten satt häktad april till juni 2014, och var inledningsvis misstänkt för försök till dråp och därefter för grov misshandel. Antirasisten blev friad av Södertörns tingsrätt då han ansågs agera i nödvärn, och försvar av "de barnfamiljer och äldre" som deltog i antirasistdemonstrationen. Den andra antirasisten blev av hovrätten dömd till fem och ett halvt års fängelse för försök till dråp,  våldsamt upplopp och brott mot knivlagen. Tingsrätten klarlade att han agerade i självförsvar då en allmän nödvärnssituation förelåg, men de menade vidare att knivhuggen inte gick att försvara med hänsyn till detta. 

## Bilder från Antirasistdemonstrationen i Kärrtorp 22 december 2013

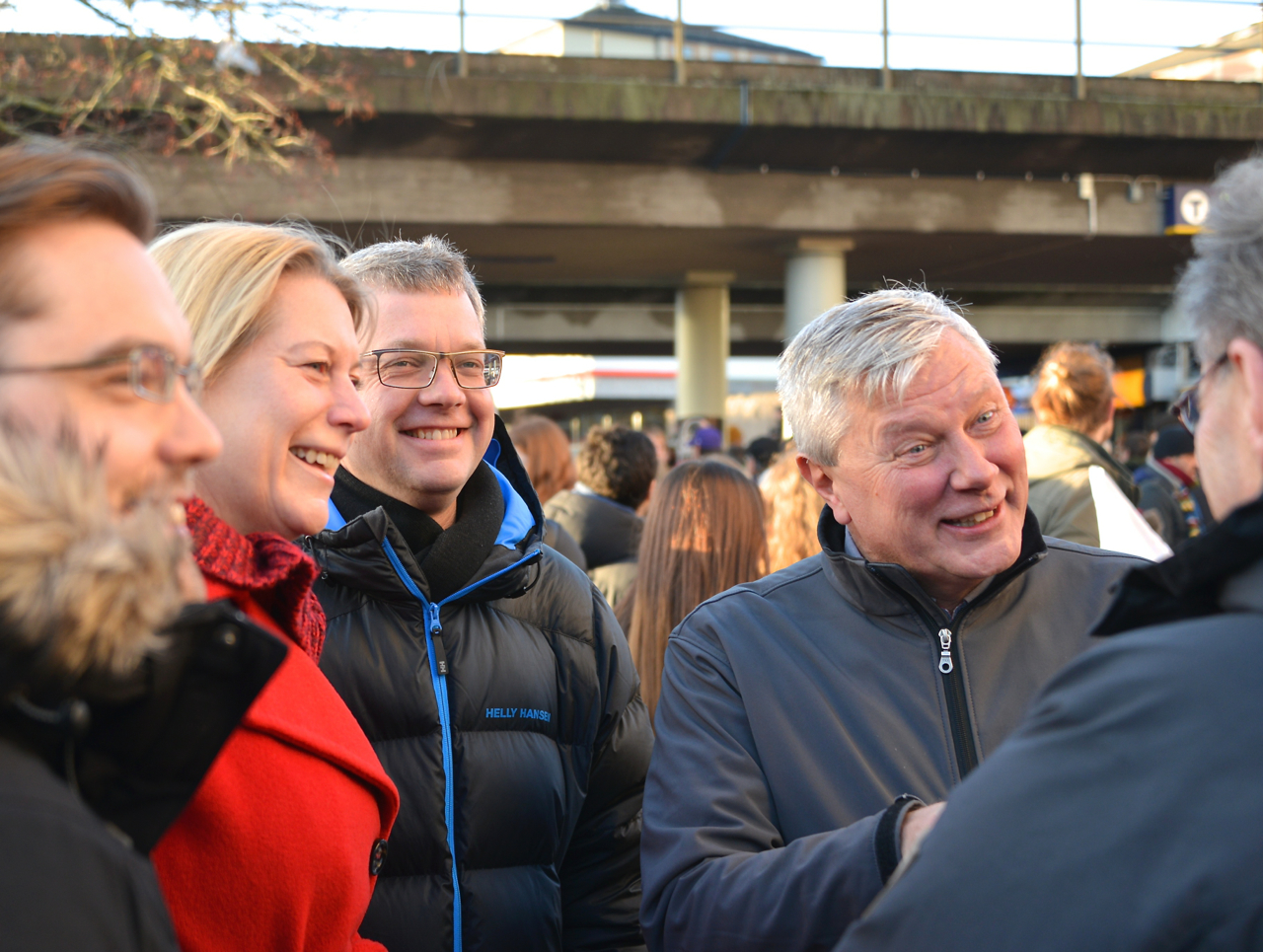
Catharina Elmsäter-Svärd, Kent Persson, Lars Ohly
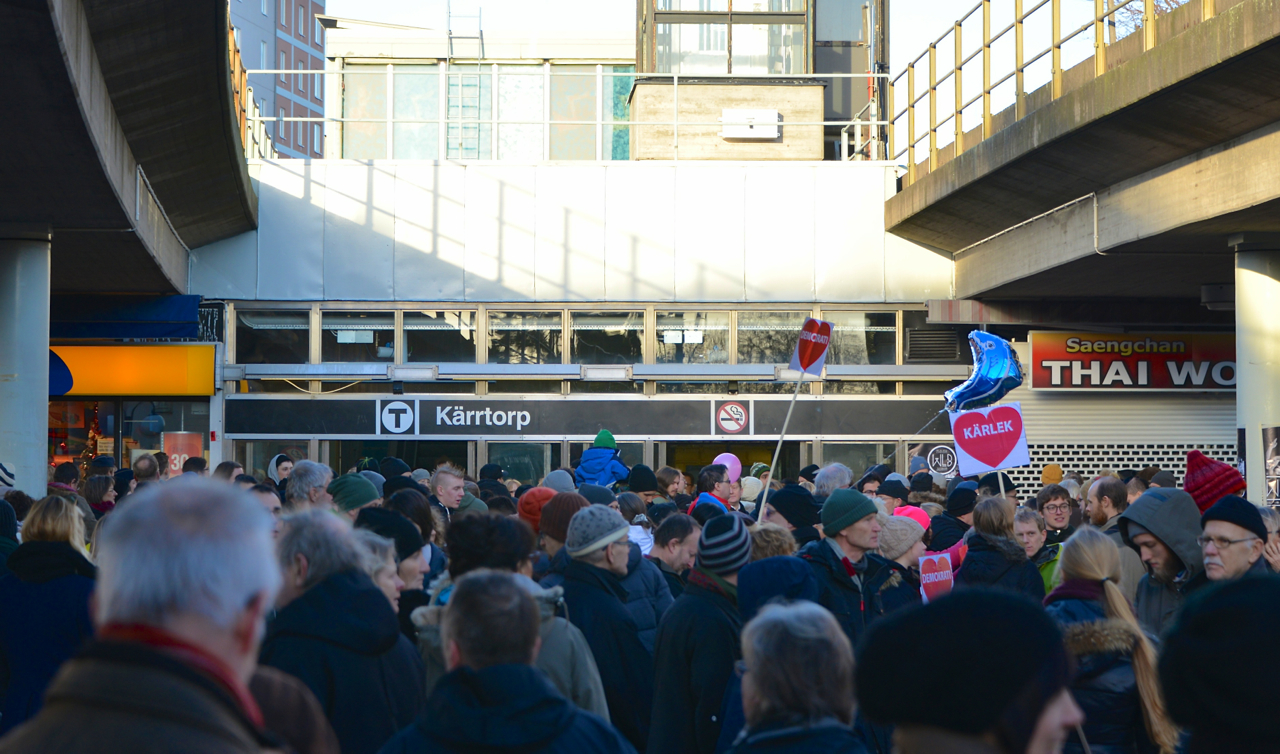
Samling på torget
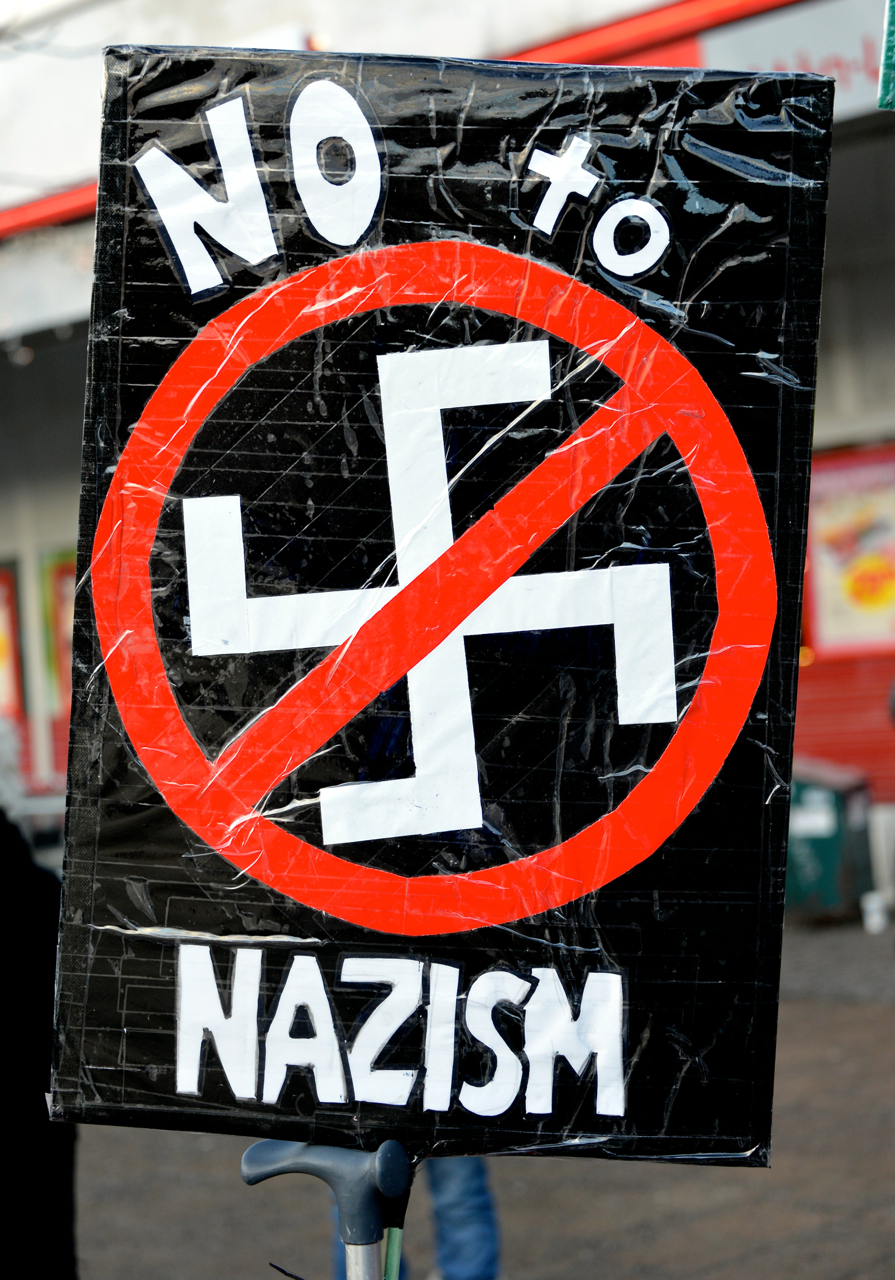
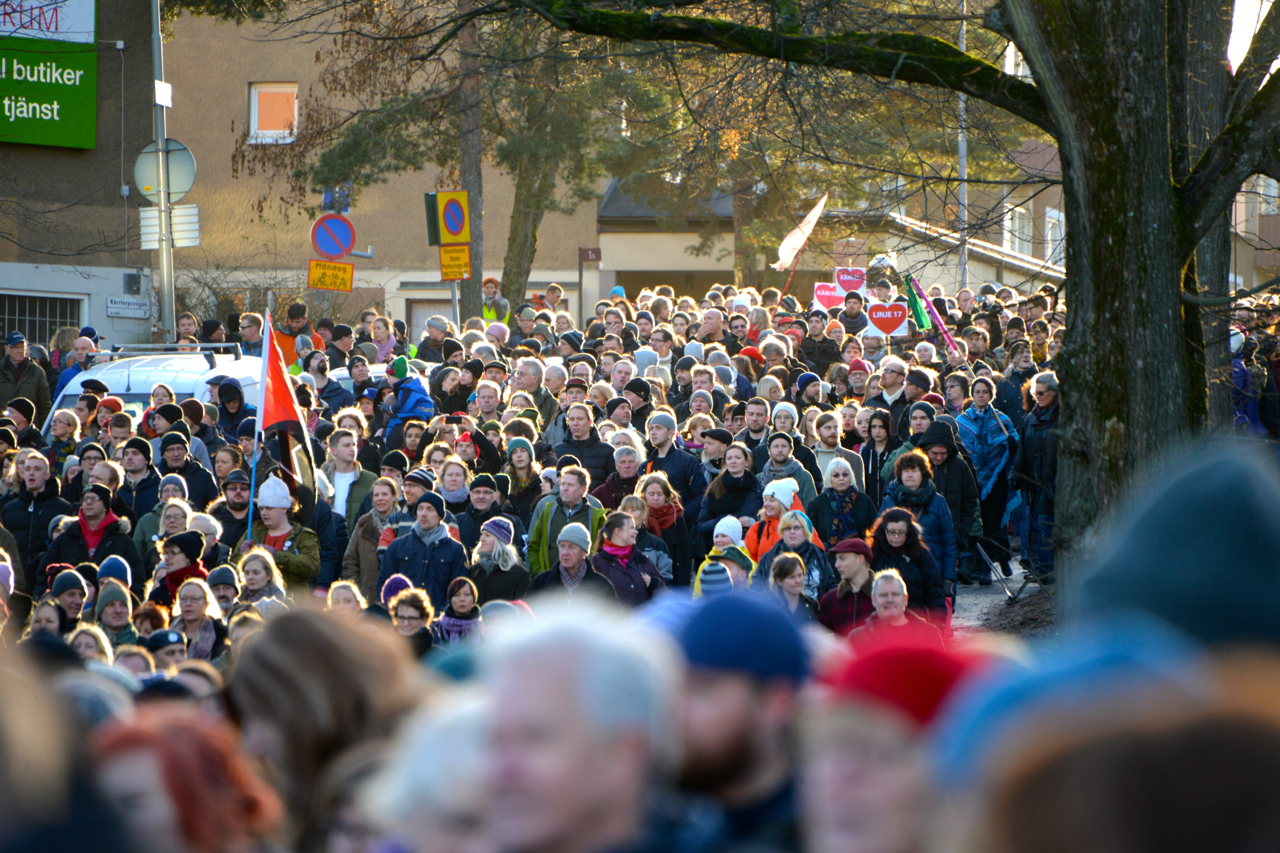
Avmarchen mot idrottsplatsen
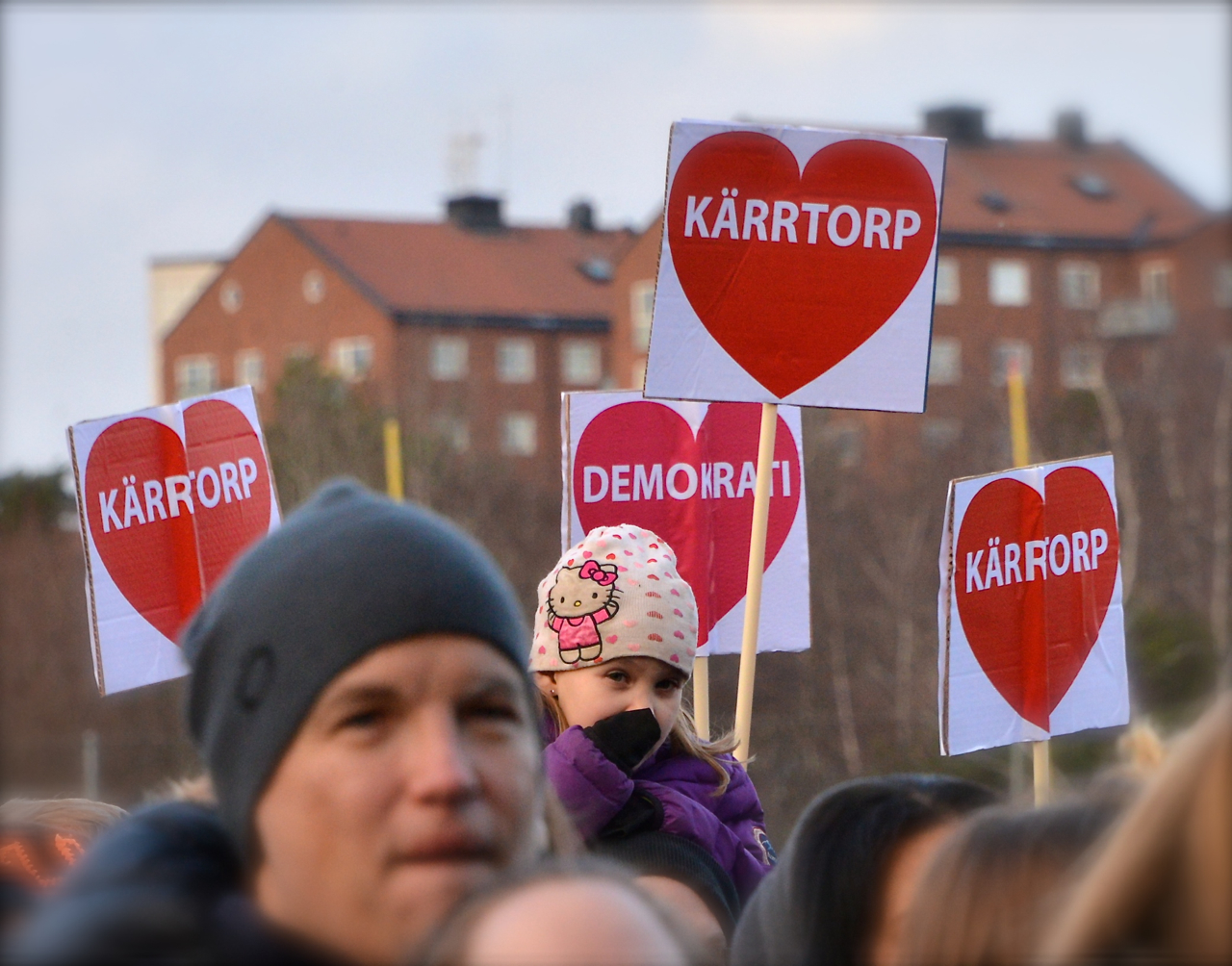

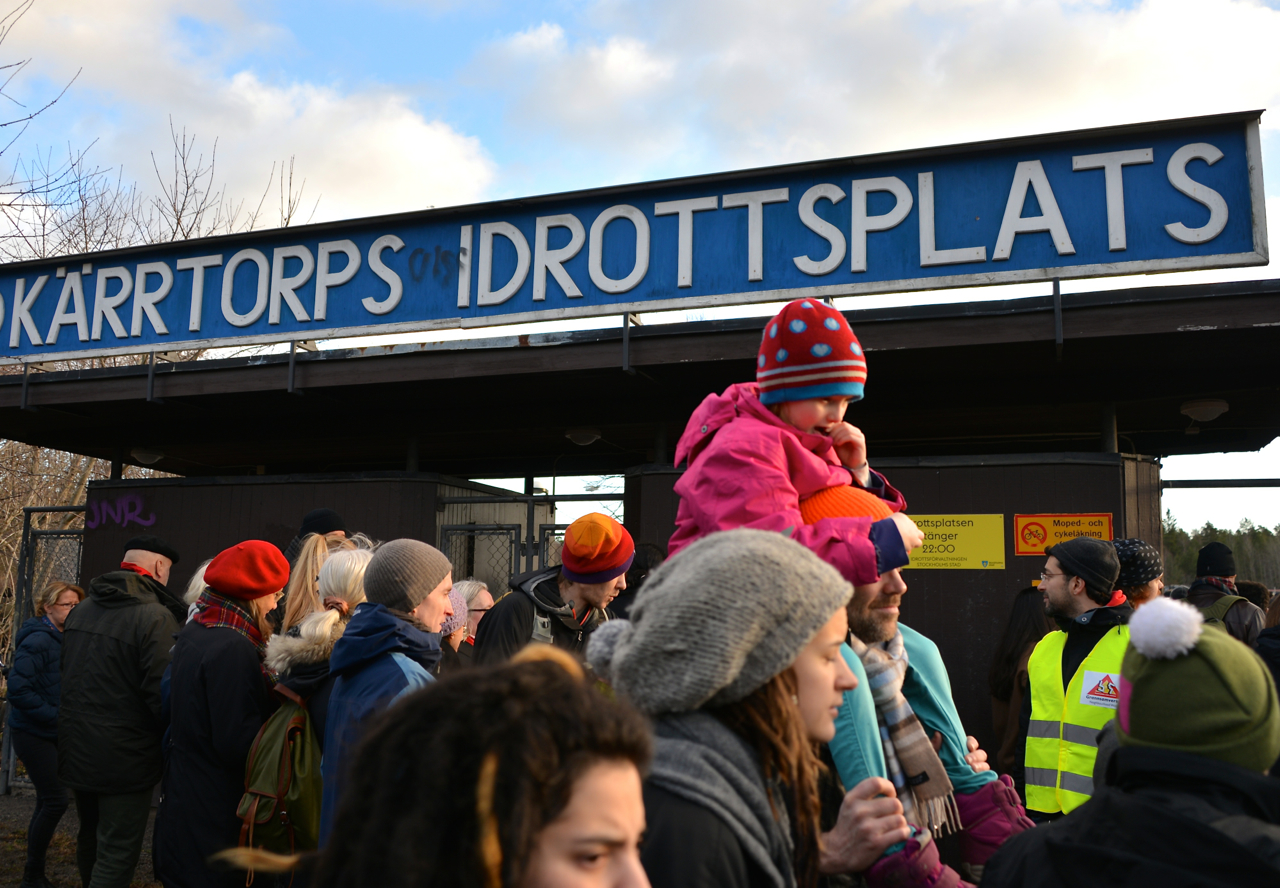
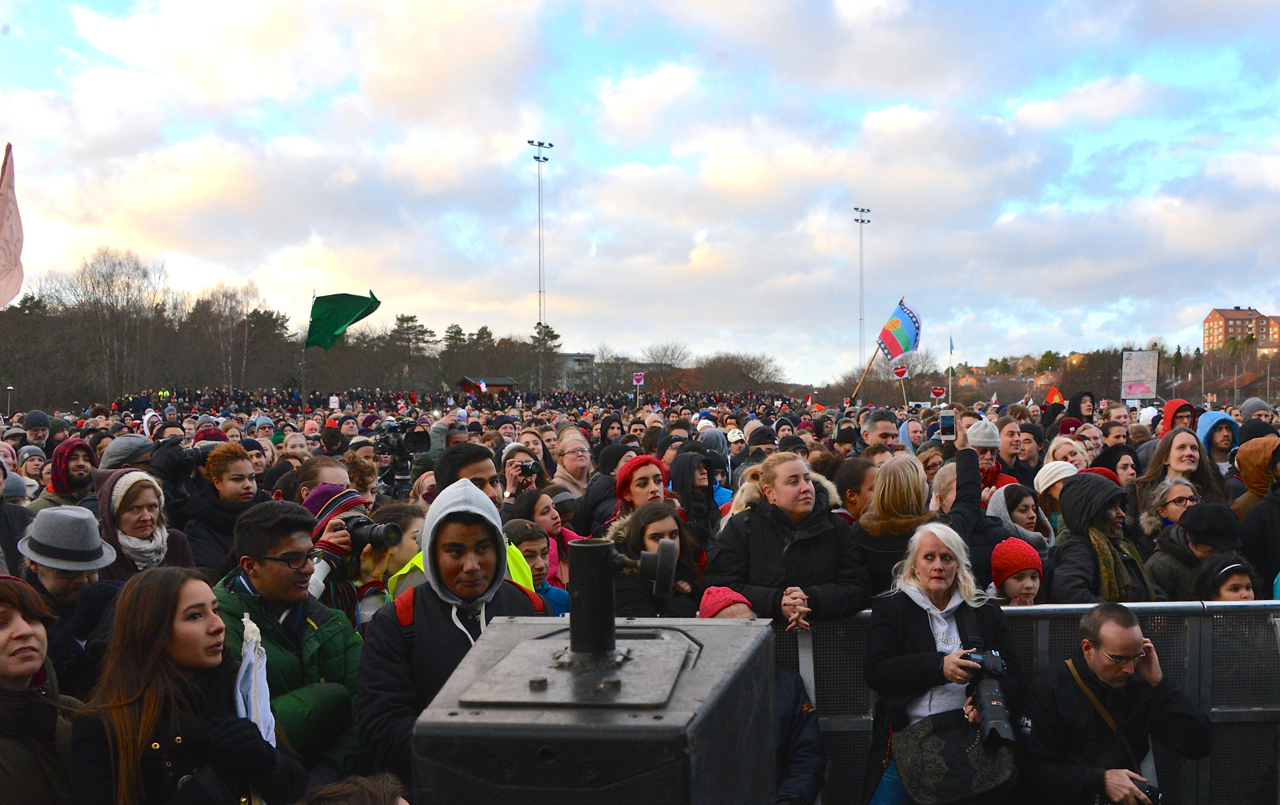
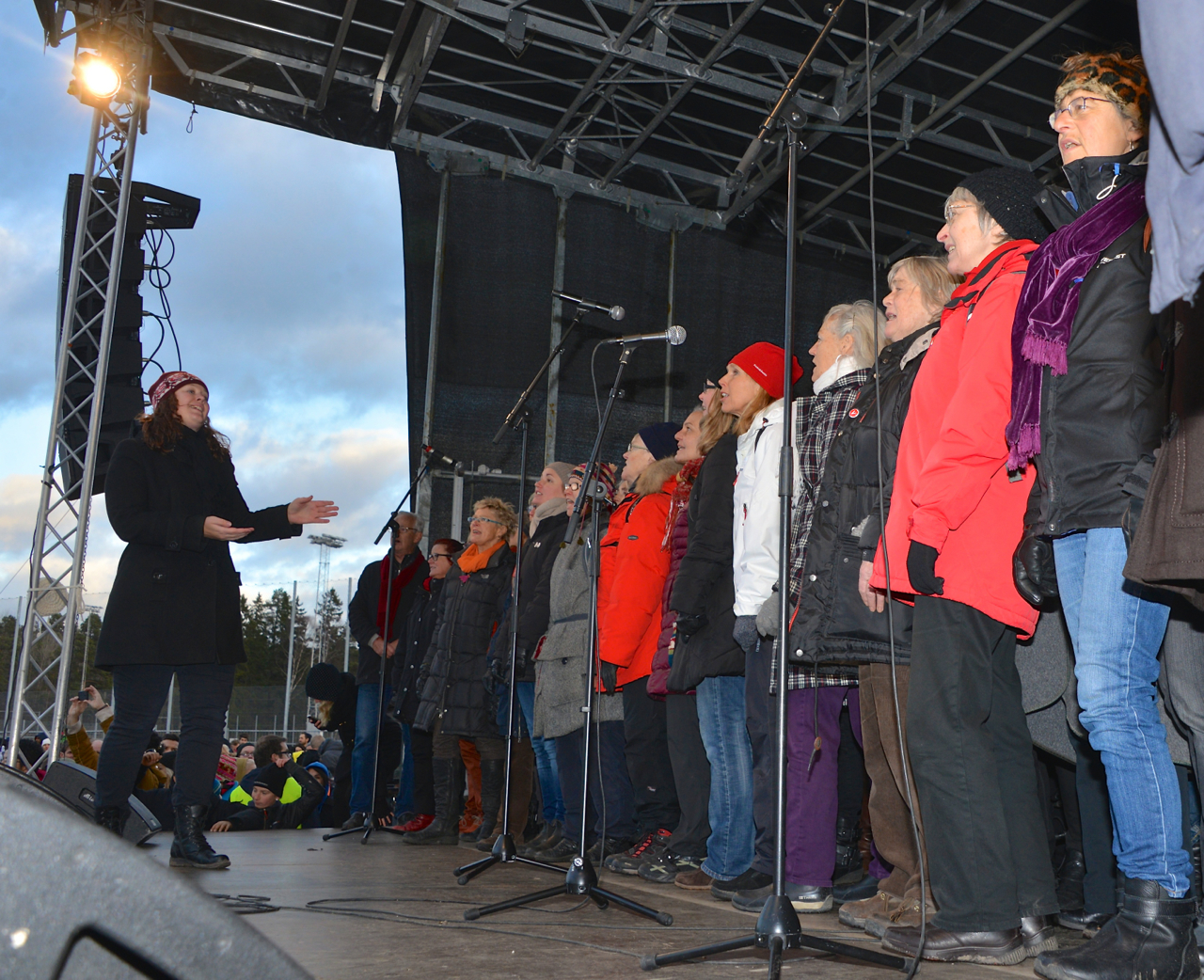
Teaterkören från Kärrtorp
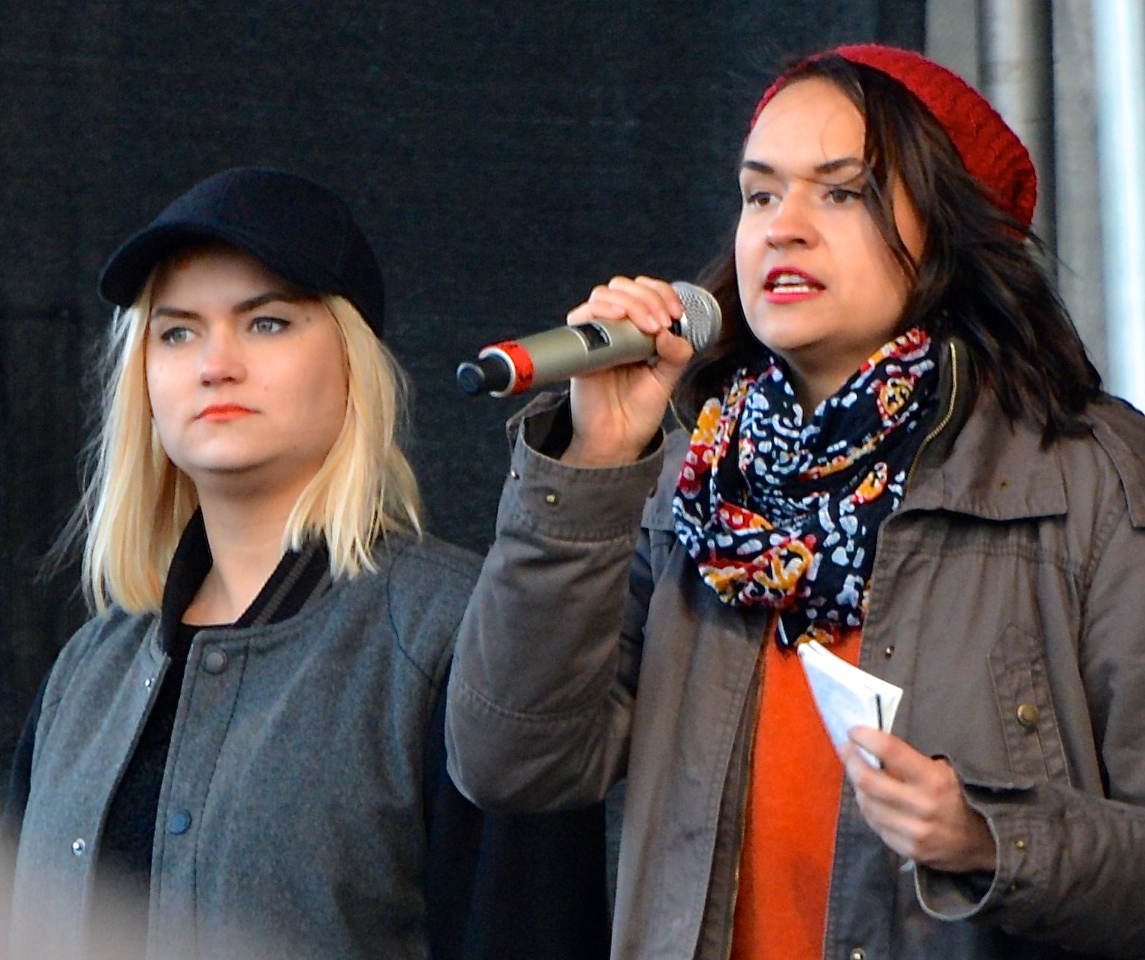
Tiffany och Bianca Kronlöf
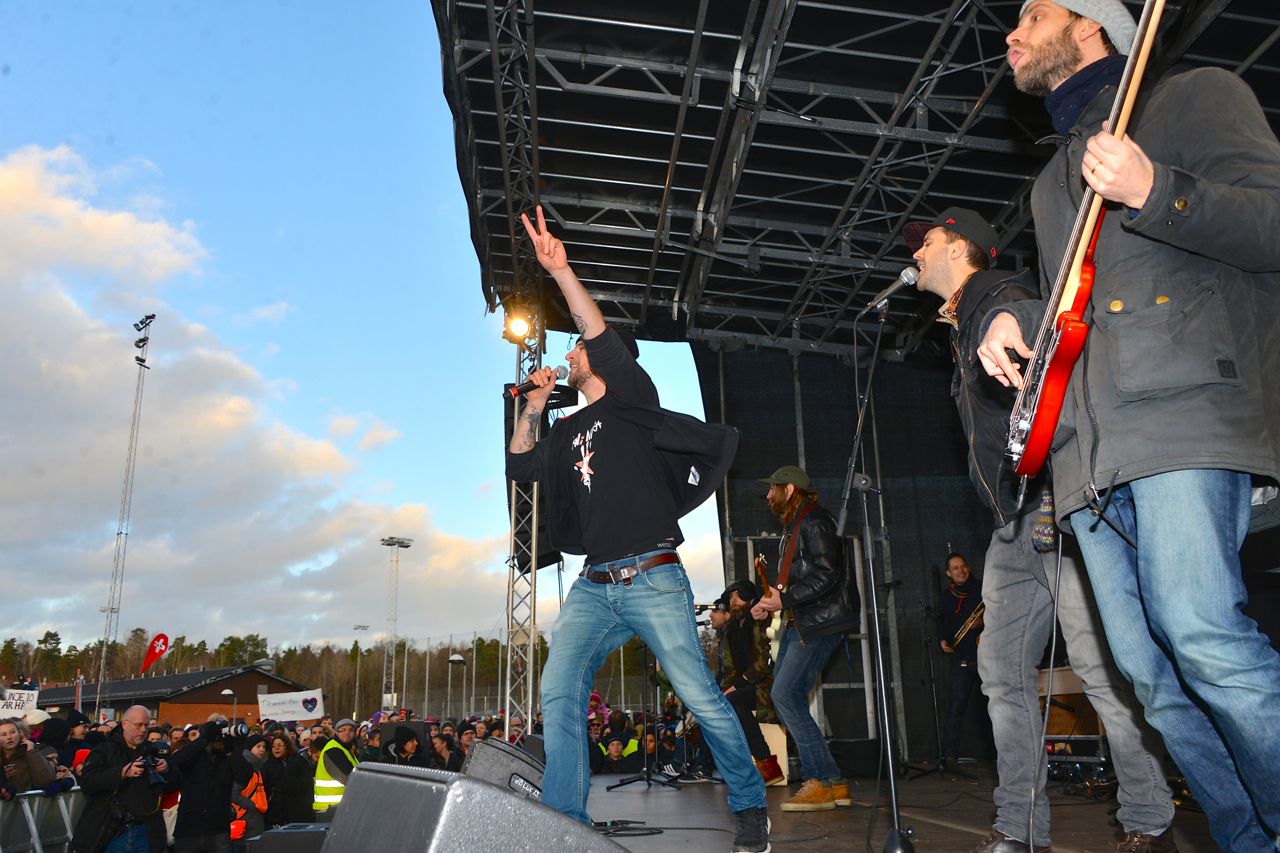
Hoffmaestro
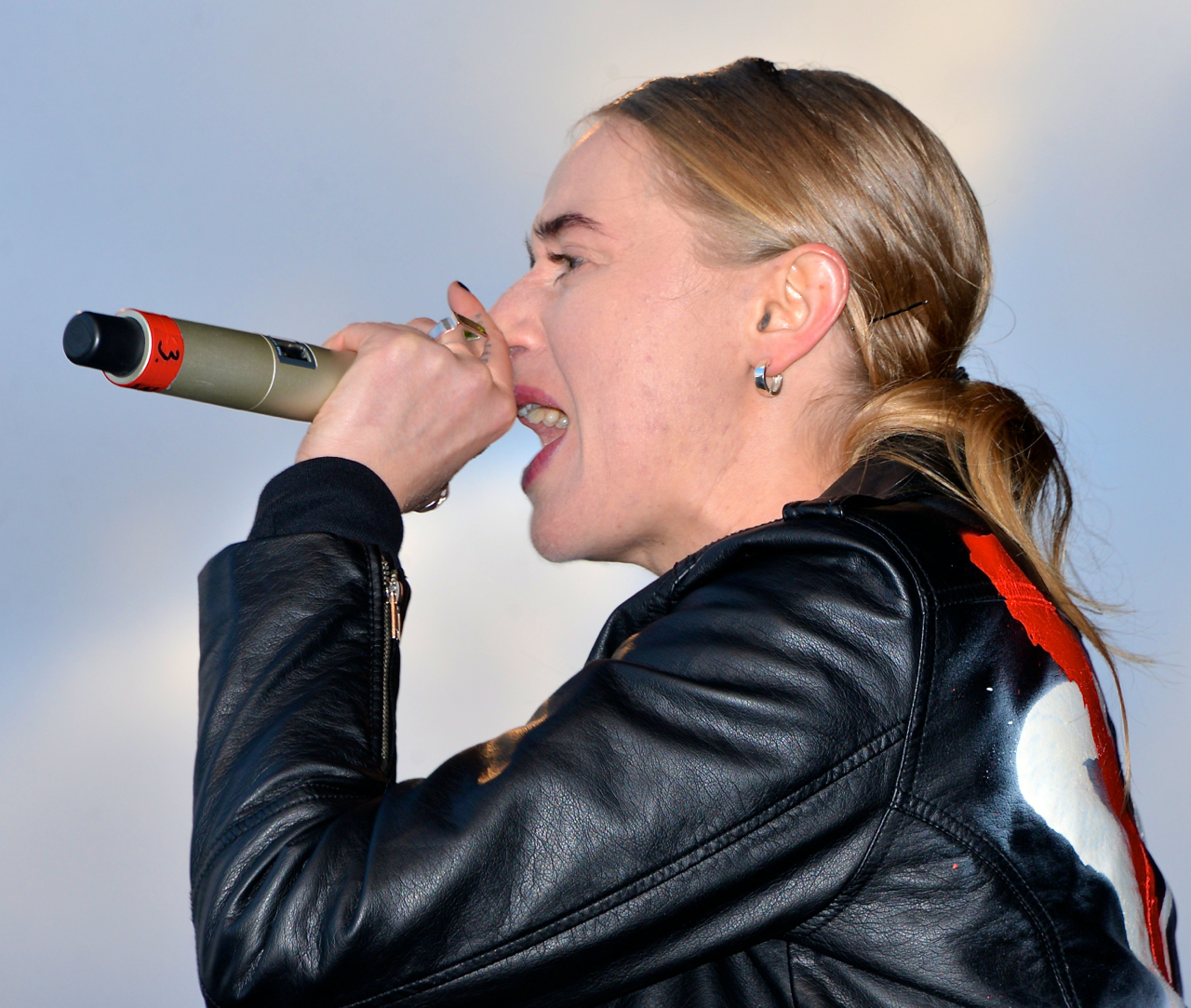
Silvana Imam